# Leon, Iowa
Leon är administrativ huvudort i Decatur County i Iowa. Vid 2010 års folkräkning hade Leon 1 977 invånare.